# Dżahanszah
Dżahanszah (ur. 1397, zm. 1467 w Tebryzie)  (perski: جهان شاه; azerski: Cahan Şah/جهان شاه) – turkmeński władca Kara Kojunlu w latach 1438–1467 w Zachodniej Anatolii, Iraku i w Iranie. W XV w. rozpoczął się ważniejszy okres w historii azerskiej literatury tureckiej.  Pozycja języka literackiego została wzmocniona za rządów Karakojunlu (1400-68), którzy mieli swoją stolicę w Tabriz.  Sam Jahānšāh (r. 1438-68) napisał liryczne wiersze w języku tureckim, używając pseudonimu „Ḥaqiqi”.

## Życiorys
Jego ojcem był Kara Jusuf (1389–1420). Około 1420 roku Dżahanszah poślubił nieznaną z imienia córkę Aleksego IV Komnena, cesarza Trapezuntu i Teodory Kantakuzen. W 1434 Dżahanszah został uznany za władcę Kara Kojunlu przez Timurydę Szahrucha. Aby realnie zdobyć władzę Dżahanszah pokonał swojego brata Iskandara (1421–1438) w 1438 roku w bitwie w pobliżu Tebrizu. W latach 1440 i 1444 Dżahanszah odbył najazdy na Gruzję. Z kolei po śmierci swojego zwierzchnika Szahrucha (1405–1447) wykorzystał spory pomiędzy Timurydami i zajął: Soltanije i Kazwin, w 1452 Isfahan, a w 1453 Fars i Kerman. W 1450 wdał się w długotrwały konflikt z przywódcą Ak Kojunlu Dżahangirem (1444–1452) a następnie jego bratem Uzun Hasanem (1452–1478). 11 listopada 1467 doszło do walki pomiędzy siłami tego ostatniego a Dżahanszahem w pobliżu Sandżaru w regionie Czapakczur. Dżahanszah zginął wraz ze swoim synem podczas ucieczki z pola bitwy. Został pochowany w Tebryzie. W przeciągu dwóch kolejnych lat wszystkie terytoria Kara Kojunlu przeszły w ręce Ak Kojunlu i ich państwo upadło.